# Kenneth Anderson (officier britannique)
Pour les articles homonymes, voir Kenneth Anderson, Kennet Anderson, Ken Anderson et Anderson.
Kenneth Arthur Noel Anderson, né le 25 décembre 1891 à Madras en Inde et mort le 29 avril 1959 à Gibraltar, est un homme politique et militaire britannique qui fut gouverneur de Gibraltar de février 1947 à avril 1952.
Officier supérieur de l'armée britannique, il a servi pendant les deux guerres mondiales. On se souvient surtout de lui comme commandant de la 1re armée britannique pendant l'opération Torch, l'invasion alliée de l'Afrique du Nord et la campagne de Tunisie qui s'ensuivit et qui se solda par la capture de près de 250 000 soldats de l'Axe. D'apparence réservée, il n'était pas très populaire, ni auprès de ses supérieurs, ni auprès du public. Son supérieur américain, le général Dwight D. Eisenhower, a écrit qu'il était "franc, parfois jusqu'à l'impolitesse". En conséquence, il est moins connu que beaucoup de ses contemporains. Selon Richard Mead, cependant, "il a mené une campagne difficile avec plus de compétence que ne le suggèrent ses détracteurs, mais la compétence sans le flair n'était pas suffisante pour un commandant de haut rang en 1944"[réf. incomplète].

## L'après-guerre
Après la guerre, il est commandant militaire et gouverneur de Gibraltar, où ses réalisations les plus remarquables sont la construction de nouvelles maisons pour remédier aux mauvaises conditions de logement, et les changements constitutionnels qui établissent un conseil législatif. Il est promu général en juillet 1949, date à laquelle il est fait chevalier de la Très vénérable ordre de Saint-Jean. Il prend sa retraite en juin 1952 et vit principalement dans le sud de la France. Ses dernières années sont marquées par la tragédie : son fils unique, Michael, lieutenant dans les Seaforth Highlanders, meurt au combat en Malaisie, à l'âge de 22 ans, le 12 novembre 1949, et sa fille meurt également après une longue maladie. Anderson lui-même décède d'une pneumonie à Gibraltar le 29 avril 1959, à l'âge de 67 ans,,. Sa mort, selon Gregory Blaxland, "a causé peu de remous. Il était l'un des perdants de la nature dans la course à la célébrité."[réf. incomplète]

## Après la guerre
Après la guerre, il est chef militaire et gouverneur de Gibraltar, où ses réalisations les plus notables sont la construction de nouvelles maisons pour remédier aux mauvaises conditions de logement, et les changements constitutionnels qui établissent un conseil législatif. Il est promu général en juillet 1949, date à laquelle il est fait chevalier de l'Ordre vénérable de Saint-Jean. Il prend sa retraite en juin 1952 et vit principalement dans le sud de la France. Ses dernières années sont marquées par la tragédie : son fils unique, Michael, lieutenant dans les Seaforth Highlanders, meurt au combat en Malaisie, à l'âge de 22 ans, le 12 novembre 1949, et sa fille décède également à la suite d'une longue maladie. Anderson lui-même meurt d'une pneumonie à Gibraltar le 29 avril 1959, à l'âge de 67 ans Sa mort, selon Gregory Blaxland, "n'a pas fait grand bruit. Il est l'un des perdants de la nature dans la course à la célébrité".